# Digonogastra striatula
Digonogastra striatula är en stekelart som först beskrevs av Brethes 1909.  Digonogastra striatula ingår i släktet Digonogastra och familjen bracksteklar. Inga underarter finns listade i Catalogue of Life.